# یورش ۲
یورش ۲ (اندونزیایی: The Raid 2 یا Serbuan Maut 2: Berandal) فیلمی در ژانر رزمی و اکشن به کارگردانی گارث اونس است که در سال ۲۰۱۴ منتشر شد.

## بازیگران
- ایکو اویس
- آریفین پوترا
- تیو پاکوسادوو
- اوکا آنتارا
- الکس آباد
- جولی استل
- کنیچی اندو
- ریوهی ماتسودا
- کازوکی کیتامورا
- روی مارتن
- زک لی
- دونی آلامشیاه